# 金子恵美 (1965年生の政治家)
金子 恵美（かねこ えみ、1965年7月7日 - ）は、日本の政治家。立憲民主党所属の衆議院議員（4期）。立憲民主党福島県連代表。
内閣府大臣政務官兼復興大臣政務官（第3次野田改造内閣）、参議院議員（1期）、伊達市議会議員（1期）、保原町議会議員（2期）等を務めた。
保原町長、衆議院議員を務めた金子徳之介の次女。

## 来歴

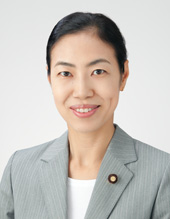
内閣広報室より公表された肖像（2012年撮影）

福島県伊達郡保原町（現伊達市）生まれ。福島県立福島女子高等学校（現福島県立橘高等学校）、法政大学文学部英文学科卒業。カリフォルニア州立大学フレズノ校大学院社会福祉学修士課程修了、福島大学大学院教育学研究科修士課程修了。大学院修了後、村田女子商業高等学校教諭、カリフォルニア州フレズノ郡政府社会福祉部インターンソーシャルワーカー、アメリカ合衆国のNPO視覚障害者自立生活支援センター「フレンドシップセンター」勤務、福島介護福祉専門学校講師等を歴任。
2000年、従来より共に生活する家族の介護経験等から、福祉問題に取り組むべく、出身地である保原町の町議会議員選挙に、保原町初の女性候補として立候補し初当選した。
2003年の民由合併に際し、民主党の福島1区総支部長候補に名前が挙がるも、自由党出身の石原信市郎に総支部長の座を譲る（石原は同年の第43回衆議院議員総選挙に福島1区から出馬するも落選）。2004年、保原町議再選。2006年1月1日、伊達町、梁川町、保原町、霊山町、月舘町が合併して伊達市が発足し、同年の伊達市議選に無所属で立候補して当選した。

### 参議院議員
2007年、伊達市議を辞職し、第21回参議院議員通常選挙に民主党公認で福島県選挙区から出馬。自由民主党新人の森雅子に大差をつけ、トップ当選を果たした。
2009年5月11日、小沢一郎が民主党代表辞任を表明。小沢の辞任に伴う代表選挙（5月16日投開票）では岡田克也の推薦人に名を連ねた。
2010年6月2日、鳩山由紀夫が民主党代表と首相辞任を表明。鳩山の辞任に伴う代表選挙（6月4日投開票）では菅直人の推薦人に名を連ねた。
2011年6月27日、東日本大震災復興対策本部福島現地対策本部長に就任。同年8月26日、菅直人首相が民主党代表辞任を正式に表明。8月29日、菅の辞任に伴う代表選挙が執行。金子は1回目投票の投票先は明らかにしなかったが、決選投票では野田佳彦に投じたとメディアに答えた。
2012年、第3次野田改造内閣で内閣府大臣政務官兼復興大臣政務官に任命された。2013年の第23回参議院議員通常選挙では、改選議席数が2から1に変更された福島県選挙区から民主党公認で出馬したが、現職閣僚の森雅子にダブルスコアの大差で敗れた。
2014年1月、伊達市長選挙への立候補が取り沙汰されたが、出馬を固辞した。

### 衆議院議員
2014年12月の第47回衆議院議員総選挙に、かつて福島1区選出の代議士だった石原洋三郎の支援を受け、民主党公認で福島1区から出馬。かつて、旧福島1区で父・徳之介の対立候補だった自民党前職の亀岡偉民に約5千票差で敗れたが、重複立候補していた比例東北ブロックで復活し、国政に復帰した。
2017年の第48回衆議院議員総選挙に際し、前原誠司民進党代表が9月27日、民進党を事実上解党し、希望の党からの立候補を容認する方針を表明。金子も9月30日、福島市内で開かれた福島1区総支部の拡大役員会の後、党の方針に従って希望の党に公認を申請する考えを示したが、公認の条件である政策協定書に「署名できない」として、希望の党の公認を辞退。また、希望の党に参加しなかった枝野幸男らが結党した立憲民主党との連携についても「考えていない」と否定した。連合福島の推薦に加え、福島1区で候補者を取り下げた日本共産党や、社会民主党の支持も受け、福島1区から無所属で出馬。自民党前職の亀岡偉民を約1万3千票差で破り、再選。選挙後の10月26日、金子を含む民進党籍を残したまま衆院選に無所属で立候補し、当選した衆議院議員13名で院内会派「無所属の会」の結成に参加した。
2018年5月2日、民進党・希望の党の合流により結党する国民民主党に参加せず、無所属で活動する意向を表明し、5月7日に民進党に離党届を提出。離党に伴い、民進党福島県連の代表代行も辞任した。なお、選挙後から所属していた無所属の会には引き続き参加の意向を示した。2019年1月15日に無所属の会から立憲民主党会派に移籍した。
2020年9月1日、福島県庁で記者会見し、立憲民主党と国民民主党などによる合流新党への参加を正式表明した。9月15日、立憲民主党の結党に参加。10月10日、同党福島県連の結成大会が郡山市で開かれ、金子が代表に就任した。
2021年10月31日、第49回衆議院議員総選挙において再び小選挙区で勝利し3選（亀岡は比例復活で当選）。
2022年9月13日、立憲民主党の次の内閣でネクスト農林水産大臣に就任した。
2024年10月27日、第50回衆議院議員総選挙において再び小選挙区で勝利し4選。

## 政策・主張

### 憲法
- 憲法改正についての各メディアのアンケートの結果は以下のとおり。
  - 2017年 - 朝日新聞社には「どちらかといえば反対」と回答[32]。
  - 2021年 - 朝日新聞社には「どちらとも言えない」と回答[33]。
  - 2024年 - NHKには回答しなかった[34]。

- 9条改憲について、2021年の毎日新聞社のアンケートで「反対」と回答[35]。9条への自衛隊の明記について、2021年、2024年のNHKのアンケートで「反対」と回答[36][34]。

- 憲法を改正し緊急事態条項を設けることについて、2021年の毎日新聞社、2024年のNHKのアンケートで「反対」と回答[35][34]。

### 外交・安全保障
- 安全保障関連法の成立について、2017年のアンケートで「評価しない」と回答[32]。

- 「他国からの攻撃が予想される場合には敵基地攻撃もためらうべきではない」との問題提起に対し、2017年、2021年のアンケートで「反対」と回答[32][33]。

- 「北朝鮮に対しては対話よりも圧力を優先すべきだ」との問題提起に対し、2017年、2021年のアンケートで「どちらとも言えない」と回答[32][33]。

- 普天間基地の辺野古移設について、2021年のアンケートで「反対」と回答[33]。

- 徴用工訴訟などの歴史問題をめぐる日韓の関係悪化についてどう考えるかとの問いに対し、2021年の毎日新聞社のアンケートで選択肢以外の回答をした[35]。

- 日本の核武装について、2017年の毎日新聞社のアンケートで「将来にわたって検討すべきでない」と回答[37]。

### ジェンダー
- 選択的夫婦別姓制度の導入についての各メディアのアンケートの結果は以下のとおり。
  - 2017年 - 朝日新聞社には「賛成」と回答[32]。
  - 2021年 - 朝日新聞社には「賛成」と回答[33]。
  - 2024年 - NHKには「賛成」と回答[34]。

- 同性婚を可能とする法改正についての各メディアのアンケートの結果は以下のとおり。
  - 2017年 - 朝日新聞社には「どちらとも言えない」と回答[32]。
  - 2021年 - NHKには「賛成」と回答[36]。
  - 2024年 - NHKには「賛成」と回答[34]。

- 「LGBTなど性的少数者をめぐる理解増進法案を早期に成立させるべきか」との問題提起に対し、2021年の朝日新聞社のアンケートで「賛成」と回答[33]。

- クオータ制の導入について、2021年、2024年のNHKのアンケートで「賛成」と回答[36][34]。

### その他
- アベノミクスについて、2017年のアンケートで「評価しない」と回答[32]。

- 安倍内閣による森友学園問題・加計学園問題への対応について、2017年のアンケートで「評価しない」と回答[32]。

- 森友学園への国有地売却をめぐる公文書改竄問題で、2021年5月6日、国は「赤木ファイル」の存在を初めて認めた[38]。しかし5月13日、菅義偉首相はファイルの存在を踏まえた再調査を行わない考えを報道各社に書面で示した[39]。9月の自民党総裁選挙で総裁に選出された岸田文雄も10月11日、衆議院本会議の代表質問で再調査の実施を否定した[40]。国の対応をどう考えるかとの同年の毎日新聞社のアンケートに対し「さらに調査や説明をすべきだ」と回答[35]。

- 「原子力発電は日本に必要だと思うか」との問いに対し、2017年のアンケートで「必要ない」と回答[37]。

- 首相の靖国神社参拝について、2017年のアンケートで「反対」と回答[32]。

- カジノの解禁に反対[37]。

- 核実験や弾道ミサイルの発射を繰り返す北朝鮮に対し、「対話ではなく圧力が必要」とする安倍晋三首相の外交方針は「適切ではない」としている[37]。

- 内閣の判断によって検事総長らの定年延長を可能にする検察庁法改正案について、「検察が常に政権の顔色をうかがうことになる」と批判したうえで、内閣が定年延長を決める際の「基準」を示すことを求めた[41]。

## 支持団体
- JR総連から組織推薦候補として支援を受けている[42]。

## 所属団体・議員連盟
- 福島県婦人保護推進会（副会長）[4]
- NPO法人まごころサービス福島センター（理事）[4]
- 日本心理臨床学会[4]
- 日本家族研究・家族療法学会[4]
- 伊達市国際交流教会（顧問）[4]

## 選挙歴
| 当落 | 選挙                         | 執行日         | 年齢 | 選挙区       | 政党       | 得票数     | 得票率 | 定数 | 得票順位 /候補者数 | 政党内比例順位 /政党当選者数 |
| ---- | ---------------------------- | -------------- | ---- | ------------ | ---------- | ---------- | ------ | ---- | ------------------ | ---------------------------- |
| 当   | 2000年保原町議会議員選挙     | 2000年         | 34   | ーー         | ーー       | ーー票     | ーー   |      | /                  | /                            |
| 当   | 2004年保原町議会議員議会議員 | 2004年         | 38   | ーー         | ーー       | ーー票     | ーー   |      | /                  | /                            |
| 当   | 2006年伊達市議会議員選挙     | 2006年4月23日  | 40   | 保原選挙区   | 無所属     | 2246票     | ーー   | 10   | 1/14               | /                            |
| 当   | 第21回参議院議員通常選挙     | 2007年07月29日 | 42   | 福島県選挙区 | 民主党     | 50万3423票 | 49.89% | 2    | 1/4                | /                            |
| 落   | 第23回参議院議員通常選挙     | 2013年07月21日 | 48   | 福島県選挙区 | 民主党     | 24万842票  | 28.15% | 1    | 2/6                | /                            |
| 比当 | 第47回衆議院議員総選挙       | 2014年12月14日 | 49   | 福島県第1区  | 民主党     | 9万7643票  | 44.92% | 1    | 2/3                | 1/4                          |
| 当   | 第48回衆議院議員総選挙       | 2017年10月22日 | 52   | 福島県第1区  | 無所属     | 12万6664票 | 52.74% | 1    | 1/2                | /                            |
| 当   | 第49回衆議院議員総選挙       | 2021年10月31日 | 56   | 福島県第1区  | 立憲民主党 | 12万3620票 | 51.15% | 1    | 1/2                | /                            |
| 当   | 第50回衆議院議員総選挙       | 2024年10月27日 | 59   | 福島県第1区  | 立憲民主党 | 12万4441票 | 59.60% | 1    | 1/2                | /                            |